# Álvaro del Portillo

Bischofswappen Álvaro del Portillos

Álvaro del Portillo (* 11. März 1914 in Madrid; † 23. März 1994 in Rom) war ein Bischof der römisch-katholischen Kirche und neunzehn Jahre lang als Nachfolger von Josemaría Escrivá Leiter der Prälatur Opus Dei. Er wurde 2014 seliggesprochen. Liturgisches Fest: 12. Mai, Sel. Alvaro.

## Leben
Álvaro del Portillo wurde als drittes von acht Kindern in Madrid geboren und wuchs in einer christlichen Familie auf. 1935 schloss er sich dem Opus Dei an. Er wurde für 40 Jahre engster Mitarbeiter Josemaría Escrivás. Der promovierte Bauingenieur, Historiker und Kirchenrechtler empfing am 25. Juni 1944 die Priesterweihe und war seitdem als Geistlicher tätig. 1946 übersiedelte er mit Escrivá nach Rom. Hier ernannte ihn der Heilige Stuhl zum Konsultor verschiedener päpstlicher Kongregationen. Del Portillo nahm mit verschiedenen Funktionen aktiv am Zweiten Vatikanischen Konzil teil. Am 15. September 1975 wurde er zum ersten Nachfolger von Josemaría Escrivá als Leiter des Opus Dei gewählt. Mit der Errichtung des Opus Dei als Personalprälatur am 28. November 1982 ernannte Papst Johannes Paul II. ihn zum ersten Prälaten des Opus Dei.

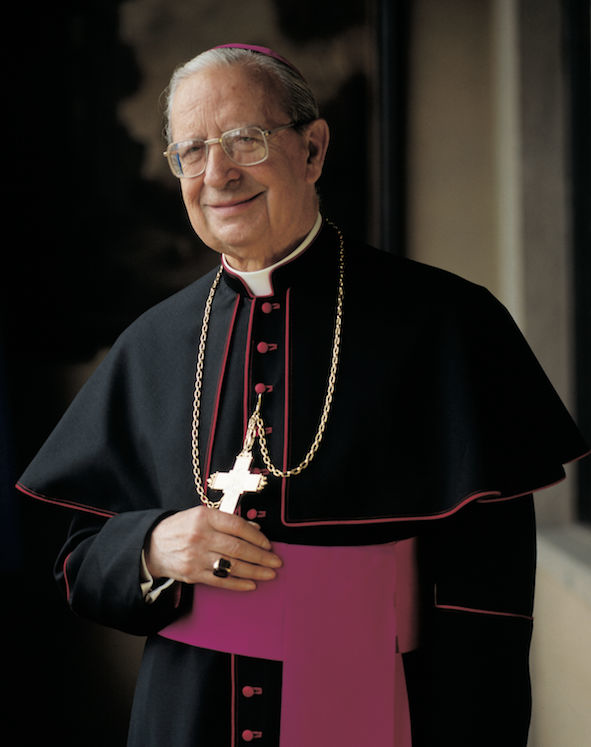
Bischof Álvaro del Portillo

Am 6. Januar 1991 weihte der Papst ihn zum Bischof und ernannte ihn zum Titularbischof von Vita. Sein bischöflicher Wahlspruch lautete: Regnare Christum volumus! („Wir wollen, dass Christus herrscht!“). Bischof del Portillo starb am Morgen des 23. März 1994 wenige Stunden nach der Rückkehr von einer Pilgerreise nach Israel. Papst Johannes Paul II. betete am Todestag vor seinem aufgebahrten Leichnam, der heute in der Prälaturkirche „Unsere Liebe Frau vom Frieden“ in der Viale Bruno Buozzi in Rom ruht, wo schon das Grab seines Vorgängers war.
Sein Nachfolger als Prälat des Opus Dei war Bischof Javier Echevarría.

## Seligsprechungsverfahren
Am 5. März 2004 eröffnete das Bistum Rom sein Seligsprechungsverfahren. Am 28. Juni 2012 schloss Papst Benedikt XVI. die Prozessphase zur Prüfung seines Lebens und Wirkens mit einem Dekret ab, das den heroischen Tugendgrad von Álvaro del Portillo erklärt. 2013 wurde ein Wunder auf Fürsprache Portillos anerkannt. Er wurde am 27. September 2014 in Madrid von Kardinal Angelo Amato, dem Präfekten der vatikanischen Heilig- und Seligsprechungskongregation, seliggesprochen.

## Schriften
- Gläubige und Laien in der Kirche. Ferdinand Schöningh, Paderborn 1972, ISBN 978-3-506-76950-3.
- Der Zölibat des Priesters. Adamas-Verlag, Köln 1973, ISBN 978-3-920007-12-0.
- Descubrimiento y exploraciones en las costas de California (1532-1650). Ediciones Rialp, Madrid 1982, ISBN 978-84-321-2189-0.
- Una vida para Dios: Reflexiones en torno a la figura de Monseñor Josemaría Escrivá de Balaguer. Rialp, Madrid 1992, ISBN 978-84-321-2863-9.
- Über den Gründer des Opus Dei. Adamas-Verlag, Köln 1996, ISBN 978-3-925746-71-0.
- Wie Salz und Licht – Impulse für das christliche Leben. Hrsg.: José Antonio Loarte, Fassbaender, Wien 2019, ISBN 978-3-902575-81-4.